# Ле-Саль-сюр-Вердон
Ле-Саль-сюр-Вердо́н (фр. Les Salles-sur-Verdon) — коммуна на юго-востоке Франции в регионе Прованс — Альпы — Лазурный берег, департамент Вар, округ Бриньоль, кантон Флейоск.
Площадь коммуны — 4,97 км², население — 193 человека (2006) с тенденцией к росту: 244 человека (2012), плотность населения — 49,0 чел/км².

## Население
Население коммуны в 2011 году составляло 237 человек, а в 2012 году — 244 человека.
| 1962 | 1968 | 1975 | 1982 | 1990 | 1999 | 2004 | 2006 | 2009 | 2011 | 2012 |
| ---- | ---- | ---- | ---- | ---- | ---- | ---- | ---- | ---- | ---- | ---- |
| 178  | 165  | 125  | 131  | 154  | 186  | 202  | 193  | 231  | 237  | 244  |

Динамика населения:

## Экономика
В 2010 году из 135 человек трудоспособного возраста (от 15 до 64 лет) 103 были экономически активными, 32 — неактивными (показатель активности 76,3 %, в 1999 году — 64,9 %). Из 103 активных трудоспособных жителей работали 87 человек (44 мужчины и 43 женщины), 16 числились безработными (10 мужчин и 6 женщин). Среди 32 трудоспособных неактивных граждан 5 были учениками либо студентами, 19 — пенсионерами, а ещё 8 — были неактивны в силу других причин.
На протяжении 2010 года в коммуне числилось 115 облагаемых налогом домохозяйств, в которых проживало 219,5 человек. При этом медиана доходов составила 18 тысяч 279 евро на одного налогоплательщика.

## Фотогалерея

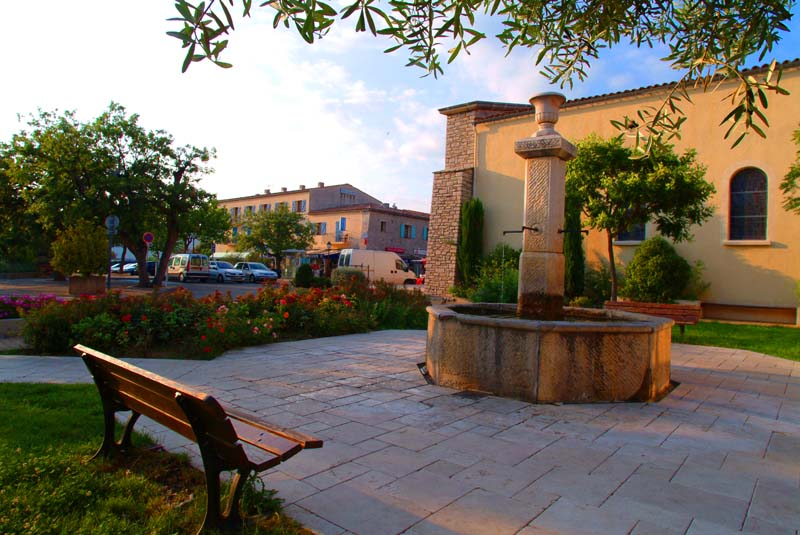
Фонтан
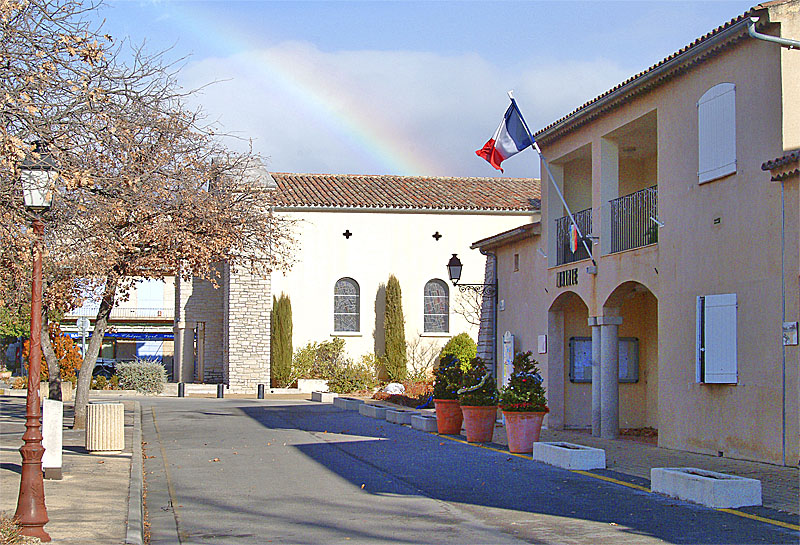
Здание мэрии